# Dave Davies
David Russell Gordon "Dave" Davies (* 3. února 1947 Fortis Green, Londýn, Anglie) je britský rockový hudebník, který se proslavil jako hlavní kytarista a zpěvák britské rockové kapely The Kinks.
V roce 2003 se Davies umístil na 88. místě v žebříčku "100 Greatest Guitarists of All Time" časopisu Rolling Stone.

## Diskografie

### Singly
- „Death of a Clown“ (1967)
- „Susannah's Still Alive“ (leden 1968)
- „Lincoln County“ (červenec 1968)[2]
- „Hold My Hand“ (leden 1969)[2]

### Sólová studiová alba
- Dave Davies (1980)
- Glamour (1981)
- Chosen People (1983)
- Bug (2002)
- Fractured Mindz (2007)
- I Will Be Me (2013)
- Rippin' Up Time (2014)

### Demo nahrávky (The Meta Media Demo Series)
- Fortis Green (1999)
- Fragile (2001)
- Decade (2018)

### Kolaborační alba
- Purusha and the Spiritual Planet (1998) (Dave Davies a Russ Davies)
- Two Worlds od The Aschere Project (2010) (Dave Davies a Russ Davies)

- Open Road (2017) (Dave Davies a Russ Davies)

### Živá alba a kompilace
- The Album That Never Was (1987)
- Unfinished Business (1999)
- Solo Live - Live Solo Performance at Marian College (2000)
- Bugged... Live! (2002)
- Rock Bottom - Live At Bottom Line (2000)
- Transformation - Live at The Alex Theatre (2003)
- Transformation - Live at The Alex Theatre (2005)
- Kinked (2006)
- Belly Up (2008) - živá nahrávka z Belly Up Club v San Diegu 29. dubna 1997, což byl začátek Daviesova prvního většího sólového turné po Spojených státech
- Hidden Treasures (2011) - kompilace singlů a nevydaných nahrávek, které Dave nahrál pro své dříve nevydané první sólové album, a různých skladeb The Kinks
- Rippin' Up New York City (2015)
- Decade (2018)

### Kolaborace
- In the Mouth of Madness - soundtrack, sólová kytara v první skladbě (1995)
- Village of the Damned - soundtrack (1995)